# Wolfgang Pohl (Fußballspieler)
Wolfgang „Latscher“ Pohl (* 30. Dezember 1954 in Espelkamp) ist ein ehemaliger deutscher Fußballspieler.

## Karriere
Wolfgang Pohl begann seine Karriere bei Preußen Espelkamp im heutigen Kreis Minden-Lübbecke und wechselte im Jahre 1970 in die Jugendabteilung von Arminia Bielefeld. Durch seine Leistungen in den Jugendmannschaften des DSC konnte er sich für den Profikader der Arminia empfehlen. 1973 erhielt Pohl einen Profivertrag und kam am 15. August 1973 bei der 1:2-Auswärtsniederlage gegen Alemannia Aachen erstmals zum Einsatz, als er für Detlef Kemena eingewechselt wurde. Mit der Arminia gelang in der Saison 1973/74 die Qualifikation für die neu geschaffene 2. Bundesliga, wo Pohl zum Stammspieler wurde. Von 1976 bis 1980 bildete er zusammen mit Hans-Werner Moors die Innenverteidigung der Bielefelder. In der Saison 1976/77 wurde die Arminia Vizemeister der Gruppe Nord hinter dem FC St. Pauli. In den Entscheidungsspielen gegen den Südvizemeister TSV 1860 München setzten sich die Münchener „Löwen“ durch.
Ein Jahr später stiegen die Bielefelder als Meister der Nord-Gruppe in die Bundesliga auf. Trotz eines 4:0-Sieges beim FC Bayern München musste die Arminia am Ende der Saison 1978/79 absteigen. In der folgenden Saison 1979/80 gelang den Bielefeldern der direkte Wiederaufstieg, wobei die Mannschaft 30 von 38 Spielen gewann und 120 Tore erzielte. Von 1980 bis 1985 spielte Pohl fünf Jahre hintereinander in der Bundesliga, wobei er nach und nach aus der Innenverteidigung wieder ins defensive Mittelfeld zurückkehrte. Pohl wurde auf der Alm ein Dauerbrenner, er bestritt bis 1985 für Arminia Bielefeld 318 Spiele und schoss 19 Tore in den beiden Bundesligen. Nach dem Abstieg aus der Bundesliga 1985 verhandelte Pohl mit dem Schweizer Erstlisten FC Aarau, der seinerzeit von Ottmar Hitzfeld trainiert wurde. Als der Vertrag nicht zustande kam, beendete Pohl seine Profikarriere. Nach dem Ende seiner Profikarriere spielte er noch als Amateur für den SV Avenwedde aus Gütersloh sowie für den VfL Theesen in Bielefeld. Wolfgang Pohl war Rekordspieler der Ostwestfalen in der höchsten deutschen Spielklasse, bis er im Mai 2009 von Rüdiger Kauf abgelöst wurde.

## Leben
Wolfgang Pohl machte eine Ausbildung zum Industriekaufmann bei der Dr. Oetker GmbH. Während seiner Profikarriere gründete er den ersten Fanshop, verkaufte Anzeigen für die Stadionzeitung und vermittelte für die Spieler Autogrammstunden. Darüber hinaus gründete er eine Werbeagentur sowie zusammen mit seinem Mitspieler Roland Peitsch ein Reisebüro. Ab 1990 arbeitete er als Marketing-Direktor für den Bielefelder Klocke-Verlag und vermarktete unter anderem für Ion Țiriac das Tennis-Magazin Grand Slam. Wolfgang Pohl ist verheiratet. Seinen Spitznamen „Latscher“ erhielt er schon als Jugendlicher wegen seiner Schuhgröße 46. Er spielte Tennis beim Bielefelder TTC.